# 井村久美子
井村 久美子（いむら くみこ、1981年1月10日 - ）は、日本の陸上競技選手、陸上競技指導者。既婚者（旧姓：池田）。血液型はB型。
女子走幅跳の元日本記録保持者（6m86）。日本学生記録（6m78）も持つ。また100mジュニアHの日本中学歴代2位の記録（13秒78）を持つ。

## 経歴
山形県酒田市出身。酒田市立松原小学校・酒田市立第三中学校・日本大学山形高等学校→仙台育英学園高等学校を経て福島大学卒業後、2008年11月までスズキ陸上競技部に所属していた（後述）。
小学校2年生から陸上を始める。小学校5年生で走幅跳4m46をマークする。6年生では5m18という記録を残し、「驚異の天才少女」として注目を集める。
中学校進学後も活躍を続け、1年生の時に12歳年齢別世界記録となる5m97をマークし、全国中学校体育大会陸上競技女子共通走幅跳でも優勝する（発育差の大きい中学生の大会において、1年生が優勝することは稀である）。池田はこの後、走幅跳で3連覇という金字塔を打ち立てた。加えて、3年時には走幅跳、100mH、100mジュニアHの3種目で日本中学記録を樹立する。
日大山形高校進学後、走幅跳で高校1年の年に行われたアトランタオリンピックの参加標準記録を目指すも、慣れない下宿生活などで調子を崩し、その年のベスト記録は5m85と前年より30cm以上も落ち込んだ。父親が仙台育英高校のコーチに就任したのを機に同校に転校して再起を図るが、結局一度もインターハイを制覇することはできなかった。高校最後の全国大会である国民体育大会こそ優勝したが、高校3年間のベスト記録は6m14にとどまり（ただしこの記録も高校トップクラスの好記録である）、またハードルでも、中学時代の記録を更新することはなかった。
高校卒業後は福島大学に進学し競技を続ける。そこで父親から育成を託された川本和久監督のもと、大学2年から技術面の改良に着手する。それまでの踏み切りと同時に両脚を前方へ投げ出す「かがみ跳び」（『久美子ちゃんジャンプ』と呼んでいたそうである）から、「シザース」（空中で脚を回転させる跳躍技術）への移行を試みた。
また、体質改善にも積極的に取り組み、好物のチョコレートを断ち、野菜中心の食生活に切り替えて7kgの減量に成功した。これが功を奏し、その秋の日本インカレで5年ぶりに自己記録を更新する6m29を跳び優勝する。日本ジュニア選手権では6m46（＋2.7）の好記録をマークして優勝。その年の世界ジュニア陸上競技選手権大会（サンティアゴ大会）に出場し、100mHで5年ぶりに自己記録更新、走幅跳では6m43の日本ジュニア記録（当時、現在は中野瞳の6m44）をマークし銅メダルを獲得した。2001年にはさらに飛躍し、自己記録を連発する。
日本選手権では、従来の日本記録（6m61）を大幅に上回る6m78の跳躍を見せる。しかし花岡麻帆が同大会で6m82を跳び、日本記録保持者にはなれなかった（この後も、池田と花岡は世界大会代表がかかった日本選手権で数センチ差の接戦を何度も見せていった（後述））。同年の世界陸上競技選手権大会（エドモントン大会）代表に選出され出場、予選を通過し11位に入る（長距離以外の女子選手が世界大会の決勝に進むことは少ない）。また、ユニバーシアードでは銅メダルを獲得する。

### 競技歴
2003年（平成15年）、パリ世界選手権に出場。
2004年（平成16年）、世界室内選手権に出場。アテネオリンピックには出場できなかった。
2005年（平成17年）、日本選手権で花岡を押さえて優勝し、ヘルシンキ世界選手権に出場。マカオで行われた東アジア競技大会では見事に優勝した。
2006年（平成18年）、左太もも裏肉離れのためモスクワ世界室内選手権を欠場するが、5月に静岡国際陸上でシーズン初戦ながら2007年世界陸上競技選手権大会参加標準記録A（6m70）突破となる6m75の大会新記録を樹立して優勝し、IAAFグランプリ大阪大会では6m86の日本新記録（当時=2005年世界ランキング6位相当）を樹立。並み居る世界の強豪たちを抑えて優勝した。これにより本人も目標としてきた日本女子初の7mジャンプが現実味を帯び始めた。9月には、南部忠平記念陸上競技大会にて、100mHで追い風参考ながら12秒90(+2.1)をマークした。
2006年（平成18年）、ドーハアジア競技大会に出場し、6m81を跳び、アジア大会のこの競技で日本人36年ぶりの金メダルを獲得。
2007年（平成19年）4月、織田幹雄記念国際陸上競技大会にて、100mHで日本歴代2位となる13秒02をマーク。
2007年（平成19年）8月、世界陸上競技選手権大会（大阪大会）に出場。男子短距離の朝原宣治と共に、日本選手団81人の代表として主将を務める。女子走幅跳にて決勝進出を狙うも、6m42と奮わず、予選敗退した。
2008年（平成20年）7月6日、南部忠平記念陸上競技大会で6m70の大会新記録で優勝し、悲願の五輪内定を獲得。苦しんで掴んだ北京への切符に、記者会見では感涙で頬を濡らした。同日、北京五輪代表選手二次発表で代表入りを果たした。
2008年（平成20年）8月19日、北京オリンピックに出場したが、6m47の記録（2回目の記録。1回目は6m44、3回目はファウル。出場42人中20位、上位12名が予選通過）に終わり、予選敗退。ちなみに予選1位のブリトニー・リース（米国）は6m87、12位のチェルシー・ハモンド（ジャマイカ）は6m60であった。
2008年（平成20年）11月、鈴鹿サーキットでレース運営の仕事に携わる2歳年下の井村俊雄（棒高跳で高校総体2連覇、大学選手権優勝の元陸上選手）と結婚。生活拠点の変更に伴い11月末でスズキを退社。
2008年（平成20年）アイディアメンタルトレーニングセンターに所属。
2009年（平成21年）1月10日、陸上競技担当記者を集めての公開練習で、「2012年ロンドンオリンピックを目指す」と現役続行を表明。また結婚に伴い登録名を「井村久美子」と改名することも併せて発表。サニーサイドアップとマネジメント契約を結んだ。
その後も井村姓で各地の陸上競技会に参加し、2011年（平成23年）の第95回日本選手権では6m39で優勝したが、同年の大邱世界選手権派遣標準記録には及ばず、同大会への出場はならなかった。
2012年（平成24年）の最終代表選考会である2012年の第96回日本選手権では6m25で3位に終わり、派遣標準B記録の6m65mに到達しなかったため、北京に続くオリンピック出場はならなかった。
2013年（平成25年）6月7日、第97回日本選手権に出場するが、6m10の5位に終わる。同日、現役引退を表明。
2013年には夫と共にジュニア世代を中心に、各世代向けのアスレティックトレーニングクラブとして『イムラアスリートアカデミー』を設立し、自ら講師としての活動を始めている。

## エピソード
- 小学生時代、全国小学生陸上競技交流大会で、後に2003年パリ世界選手権で銅メダルを獲得した同い年（学年）の末續慎吾（ミズノ）に記録で勝ってしまった。これにショックを受けた末續は走幅跳をやめてしまった。
- 末續や内藤真人（110mH）、澤野大地（棒高跳）、醍醐直幸（走高跳）らと同学年で、「80年度世代」「（1998年）丸亀インターハイ世代」等の括りで呼ばれることもある。井村・末續・内藤の3人が雑誌インタビューで楽しげに学生時代のことを語り合うなど、彼らの中でも親交はある様子。パリ世界選手権200mでの末續の銅メダル獲得には感涙したという。
- 独身時代の愛称は「イケクミ」。ピンクが大好き。
- 趣味は部屋の掃除。
- 祖父は、1940年東京オリンピック（第二次世界大戦で中止）陸上競技男子110mH代表候補だった池田彌。実父は、元仙台育英高等学校陸上競技部コーチの池田実。
- その実力と容姿から日本陸上界の中でも高い人気を誇る。
- 2006年に親友でスズキ陸上部のチームメイトだった森千夏（女子砲丸投選手）が、虫垂ガンにより26歳で死去。池田（当時）は高額の医療費を支援するための募金活動を行い、告別式で弔辞を述べた一人でもある。その中で「北京（オリンピック）では私が森ちゃんの分までメダル獲るからね」と涙ながらに言葉を絞り出した。2人は種目は違うが同期入社でもあり、「北京では2人で必ずメダルを」と誓っていたが、その夢は叶わなかった。
- 2007年3月30日のプロ野球開幕ゲーム、中日対ヤクルト戦（ナゴヤドーム）で始球式をつとめた。父親は大のドラゴンズファンであったらしい（中日スポーツ紙面より）。ちなみに始球式時のユニフォームの背番号は「7m」だった。
- 本職の走幅跳以外にも100mハードルでも日本歴代6位(2022年7月時点)となる13秒02の記録を持ち、度々試合に出場することがあった。しかしこの2種目の決勝の期日や時間が重なることも多く、2種目での世界大会出場が難しい理由の一つになっている。また1回だけだが練習の一環として七種競技にも挑戦して4000点を超えるなど、ポテンシャルは高い。

## 主な成績
- 2000年（平成12年） 世界ジュニア 走幅跳 3位
- 2001年（平成13年） 東アジア大会 走幅跳 2位
- 2001年（平成13年） ユニバーシアード 走幅跳 3位
- 2001年（平成13年） 世界陸上 走幅跳 11位
- 2002年（平成14年） アジア選手権 走幅跳 5位
- 2002年（平成14年） 日本インカレ 走幅跳 優勝
- 2002年（平成14年） 日本選手権 走幅跳 2位
- 2002年（平成14年） アジア大会 走幅跳 7位
- 2003年（平成15年） 日本選手権 走幅跳 優勝、100メートルハードル 2位
- 2003年（平成15年） 世界陸上 走幅跳グループA 11位
- 2004年（平成16年） 世界室内選手権 走幅跳 出場
- 2004年（平成16年） 日本選手権 走幅跳 2位、100メートルハードル 優勝
- 2005年（平成17年） IAAFグランプリ大阪大会 走幅跳 4位
- 2005年（平成17年） 日本選手権 走幅跳 優勝、100メートルハードル優勝
- 2005年（平成17年） 世界選手権 走幅跳 出場
- 2005年（平成17年） アジア選手権 走幅跳 優勝
- 2006年（平成18年） IAAFグランプリ大阪大会 走幅跳 優勝
- 2006年（平成18年） アジア大会 走幅跳 優勝
- 2007年（平成19年） ワールド・スーパーツアー ドーハ大会 走幅跳 優勝
- 2007年（平成19年） 世界陸上大阪大会 走幅跳 予選敗退
- 2008年（平成20年） 北京オリンピック 走幅跳 予選敗退
- 2010年（平成22年） 日本選手権（香川県） 走幅跳 優勝
- 2010年（平成22年） 南部記念（北海道） 走幅跳 優勝
- 2010年（平成22年） 第7回田島直人記念陸上競技大会 走幅跳 優勝
- 2010年（平成22年） 水戸招待陸上 兼水戸市陸上競技大会 走幅跳 優勝
- 2010年（平成22年） アジア大会 走幅跳 5位
- 2011年（平成23年） 日本選手権 走幅跳 優勝
- 2012年（平成24年） 日本選手権 走幅跳 3位
- 2013年（平成25年） 日本選手権 走幅跳 5位

## 自己記録
- 走幅跳:6m86=日本歴代2位
- 100mH:13秒02＝日本歴代5位
- 100m:12秒00

## 日本選手権での接戦
前述の通り、池田久美子と花岡麻帆は日本選手権で接戦を演じることが多い。2001年、池田は6m78の日本記録を出すも花岡が6m82の日本記録を記録し4cm差で逆転され、2003年は池田6m64、花岡6m63で1cm池田の勝ち。2004年は花岡が6m67を出し、池田は6m63、6m64と迫るが逆転はならず。
そして2005年、世界選手権代表の座をかけた日本選手権は日本陸上史に残る熱戦となった。二人は3回目の跳躍を終え、それぞれ花岡6m57、池田6m60。花岡→池田の順番で残りの3回の試技を行うことになった。4回目の跳躍で花岡は6m61と記録を伸ばし、トップに立つ。しかし池田も、5回目の跳躍で大ジャンプ。6m69で再びトップに。ここで花岡は追い込まれる。しかし花岡ももうひとつ日本記録を保持している三段跳を欠場してまでこの種目にかけており、譲れない。6回目の跳躍、あまり風には恵まれなかった（+0.1m）ものの身体は大きく浮き、6m69を出し、池田に並んだ。二人が同じ記録で並んだ場合は2番目の記録（セカンド記録）で勝敗が決まるため、逆に花岡のリードとなり、最終跳躍者である池田に大きなプレッシャーがかかる。そんななか、池田の最後のジャンプ。記録は6m61。この結果、セカンド記録まで二人が並び、サード記録（それさえわずか3cm差）まで勝敗にかかわるという類を見ない接戦となった。勝利のコールを受けた池田は、その年にかつての師でもあった父を亡くしたこともあってか、感激の涙を流した。
NHKはこの模様を生中継していたが、まさに池田が最後の一回を跳ぶ直前で放送時間が終了してしまい、その後のニュースでも結果について触れなかった。